# Chechło (Petite-Pologne)
Pour les articles homonymes, voir Chechło.
Chechło est une localité polonaise de la gmina de Klucze, située dans le powiat d'Olkusz en voïvodie de Petite-Pologne.